# Biremia ambocerca
Biremia ambocerca är en kräftdjursart som beskrevs av Bruce 1985. Biremia ambocerca ingår i släktet Biremia och familjen Bathynataliidae. Inga underarter finns listade i Catalogue of Life.